# Lac Plechtcheïevo
Le  lac Plechtcheïevo (en russe : Плеще́ево о́зеро) est un lac de l'oblast de Iaroslavl, en Russie. C'était autrefois un lieu de villégiature des tsars. La ville de Pereslavl-Zalesski se trouve sur la rive sud du lac.

## Géographie
Le lac, qui fait partie du Parc national de Plechtcheïevo, couvre une superficie de plus de 51 km2 ; sa longueur est de 9,5 km et son pourtour mesure 28 km. La profondeur atteint 25 m au milieu du lac, mais les eaux sont assez peu profondes près des rives. Le lac est un site populaire pour le camping, la baignade et la pêche. Sur la rive orientale du lac se trouve un rocher légendaire de douze tonnes, la « pierre bleue », adorée par les païens des temps anciens et qui reste un lieu de célébration des fêtes orthodoxes russes.
Dans le lac Plechtcheïevo vit un poisson qu'on ne trouve nulle part ailleurs dans un habitat aussi restreint, la riapouchka, connue aussi comme corégone blanc ou « hareng d'eau douce », qui vit habituellement dans les grands lacs. Les armoiries de la ville de Pereslav comportent deux riapouchka d'or sur fond noir. Cette ville était connue au Moyen Âge pour l'exportation de riapouchka fumé, qui était le poisson favori de la table des tsars.
En 1688-1693, Pierre le Grand fit construire sa fameuse flottille sur le lac Plechtcheïevo pour son divertissement, y compris le petit bateau nommé Pierre, considéré comme l'ancêtre de la flotte russe. Le musée Botik (petit bateau) de Pereslavl-Zalesski rappelle l'histoire de la première flotte russe et conserve une des maquettes d'origine.
Le lac Plechtcheïevo est maintenant une zone protégée.
On aperçoit le lac Plechtcheïevo en 1938, dans les premières minutes du film Alexandre Nevski, de Serguei Eisenstein.